# 左義長

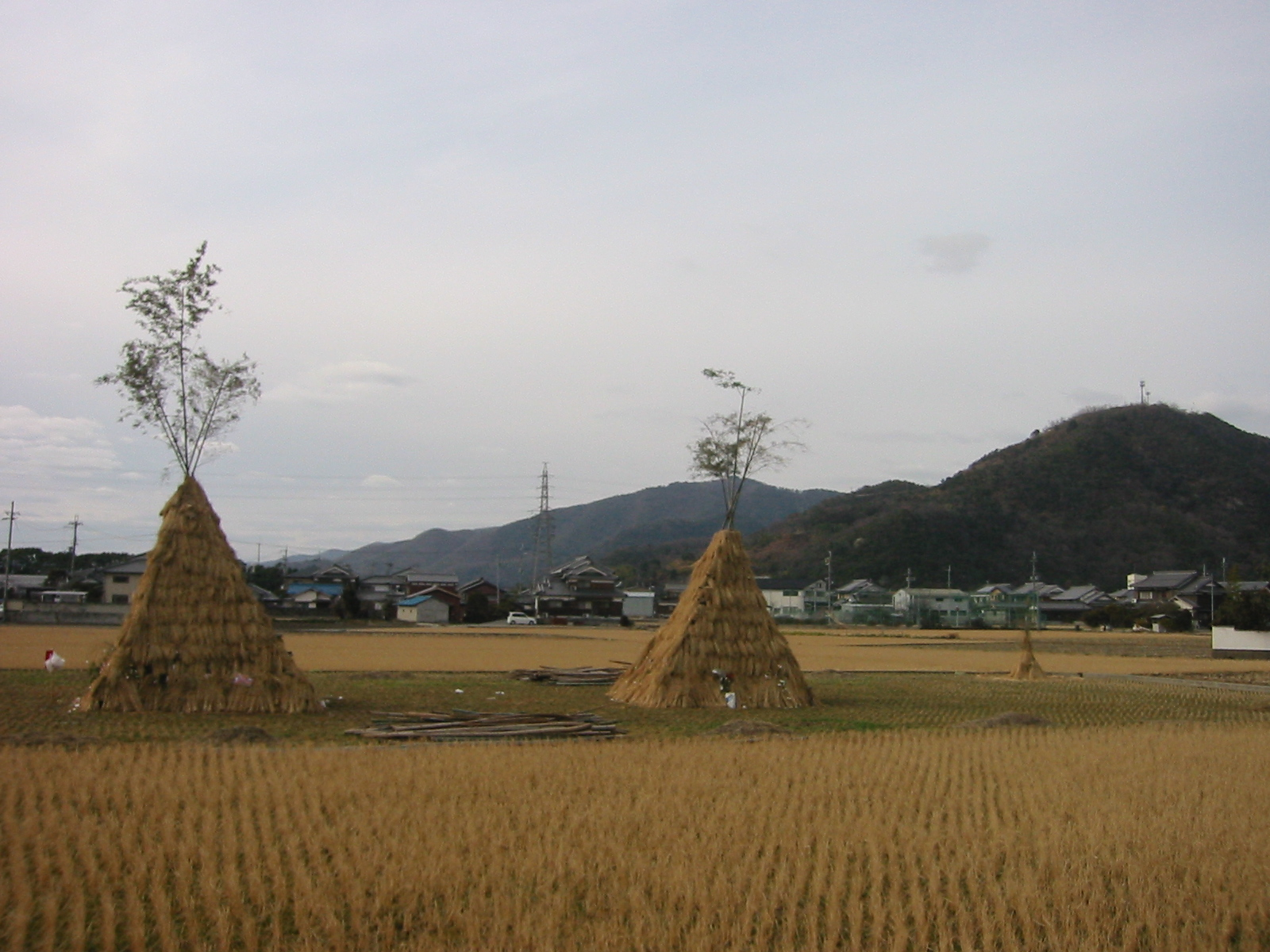
兵庫県でのとんど
たつの市

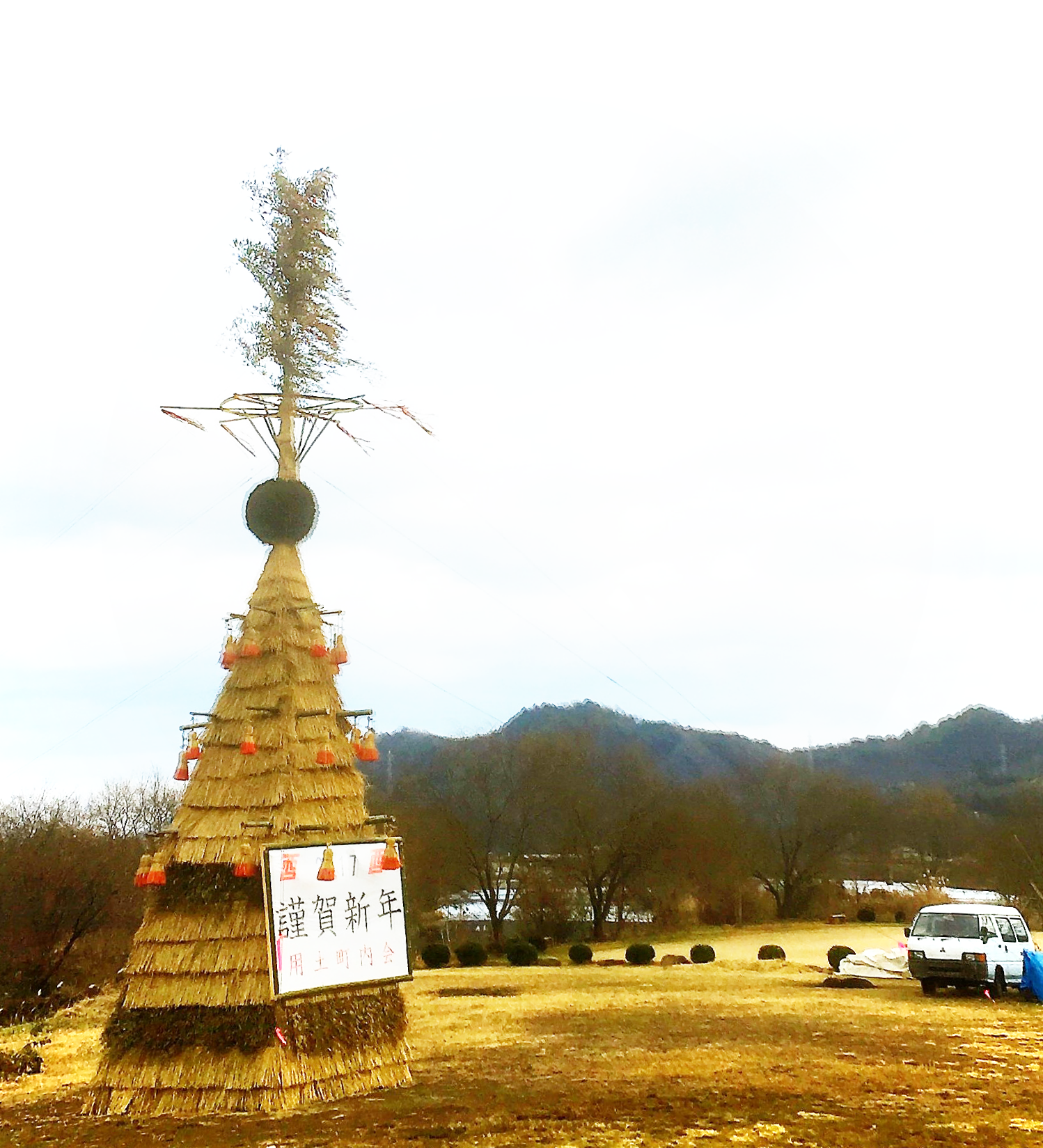
広島県でのとんど
車両は大きさの比較のため

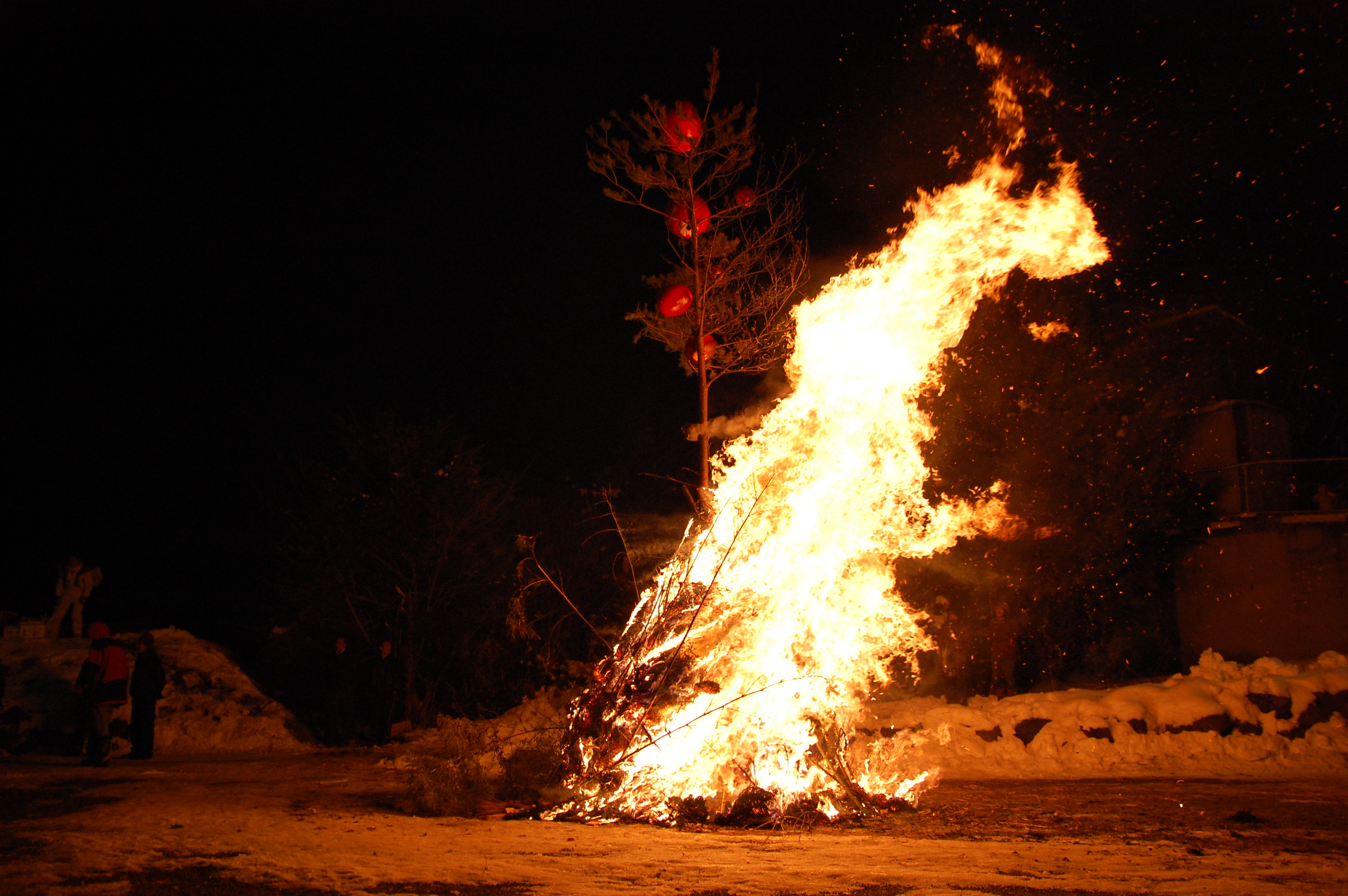
焼いている様子

左義長（さぎちょう、三毬杖）とは、小正月に行われる火祭りの行事。地方によって呼び方が異なる（後述）。日本全国で広く見られる習俗である。

## 内容
1月14日の夜または1月15日の朝に、刈り取り跡の残る田などに長い竹を3、4本組んで立て、そこにその年飾った門松や注連飾り、書き初めで書いた物を持ち寄って焼く。その火で焼いた餅（三色団子、ヤマボウシの枝に刺した団子等地域によって違いがある）を食べる。また、注連飾りなどの灰を持ち帰り自宅の周囲にまくと、その年の病を除くと言われている。また、書き初めを焼いた時に炎が高く上がると、字が上達すると言われている。道祖神の祭りとされる地域が多い。
民俗学的な見地からは、門松や注連飾りによって出迎えた歳神を、それらを焼くことによって炎と共に見送る意味があるとされる。お盆にも火を燃やす習俗があるが、こちらは先祖の霊を迎えたり、そののち送り出す民間習俗が仏教と混合したものと考えられている。
とんど（歳徳）、とんど焼き、どんど、どんど焼き、どんどん焼き、どんと焼き、さいと焼き、おんべ焼き等とも言われるが、歳徳神を祭る慣わしが主体であった地域ではそう呼ばれ、出雲方面の風習が発祥であろうと考えられている。とんどを爆竹と当てて記述する文献もある。これは燃やす際に青竹が爆ぜることからつけられた当て字であろう。
子供の祭りとされ、注連飾りなどの回収や組み立てなどを子供が行う。またそれは、小学校などでの子供会（町内会に相当）の行事として、地区ごとに開催される。
民間・町内会が主体となって行われる場合は基本的に上記したような名称で呼ばれ、寺社が主体となって行われる場合には、お焚き上げ（おたきあげ）・焼納祭（しょうのうさい）と呼ばれたりする。
地方によって焼かれるものの違いがある。
- だるまを焼くかどうか
  1. 縁起物を祭りで焼く事により、それを天にかえす
  2. 目がつぶれるとされ、祭りでは一切焼かない
  3. だるまそのものが登場しない

九州地方では鬼火焚き（おにびたき）、鬼火、おねび、ほっけんぎょう、ほうけんぎょう、ほんげんぎょう等と呼ばれ、7日正月にあたる1月6日の夜または1月7日の朝に行う。
橙（みかん）は代々続くようにと子孫繁栄を願った物を、燃やし易くする為に踏み潰す事が縁起上良くないとされる。実施する地域の分布図や形態については、川崎市市民ミュージアムに展示がある。また、実施しない地域でも、ある特定の日にお札を焼く行事を執り行う地域がある（12月29日など）。近年では消防法やダイオキシン問題で取りやめているところもある。

## 起源
『弁内侍日記』建長3年1月16日（1251年2月8日）、『徒然草』の「第180段」に見られることから、鎌倉時代にはおこなわれていたらしい。起源は諸説あるが、有力なものは平安時代の宮中行事に求めるもの。当時の貴族の正月遊びに「毬杖（ぎっちょう）」という杖で毬をホッケーのように打ち合う「打毬」があった。小正月（1月15日）に宮中の清涼殿の東庭に山科家などから進献された葉竹を束ねたものをたてた。その上に扇子、短冊、天皇の吉書などを結び付けた。これを陰陽師に謡い囃して焼かせ、天覧に供された。『故実拾要』によれば、まず烏帽子、素襖を着た陰陽師大黒が庭の中央に立って囃をし、ついで上下を着た大黒2人が笹の枝に白紙を切り下げたのを持ち、立ち向かって囃をし、ついで鬼の面をかぶった童子1人が金銀で左巻に画いた短い棒を持って舞い、ついで面をかぶり赤い頭をかぶった童子2人が大鼓を持って舞い、ついで金の立烏帽子に大口袴を着て小さい鞨鼓を前に懸け、打ち鳴らしながら舞い、また半上下を着たものが笛、小鼓で打ち囃す。毬杖（ぎっちょう）3本を結ぶことから「三毬杖（さぎちょう）」と呼ばれた。これが民間に伝わり、現在の形になったとされる。
世界的には、中華圏で旧正月に次いで旧暦1月15日に祝う「元宵節」にも関係しているという人たちもいる。元宵節は現在でも、夜に提灯や花火を用いて盛んに祝われている。

## 日付
国民の祝日の成人の日が1月15日から1月の第2月曜日に変更されたことに伴い、地域によっては左義長を1月の第2日曜日または第2月曜日に実施するところもある。
福井県勝山市の勝山左義長（さぎっちょ）は毎年2月の最終土日に行われており、300年以上前から続いている。色とりどりの長襦袢を着て、「左義長太鼓」と呼ばれる太鼓を叩く。いわゆる「浮き太鼓」が特徴。勝山左義長のお囃子は、「勝山左義長ばやし」と呼ばれる。
鹿児島（鹿児島市・姶良市）では、1月6日を「六日年越（ムカドシ）」、1月7日を「正月七日」と呼んで、鬼火焚きは六日年越か正月七日に実施されるところもある。

## 各地の祭り

### 文化財指定

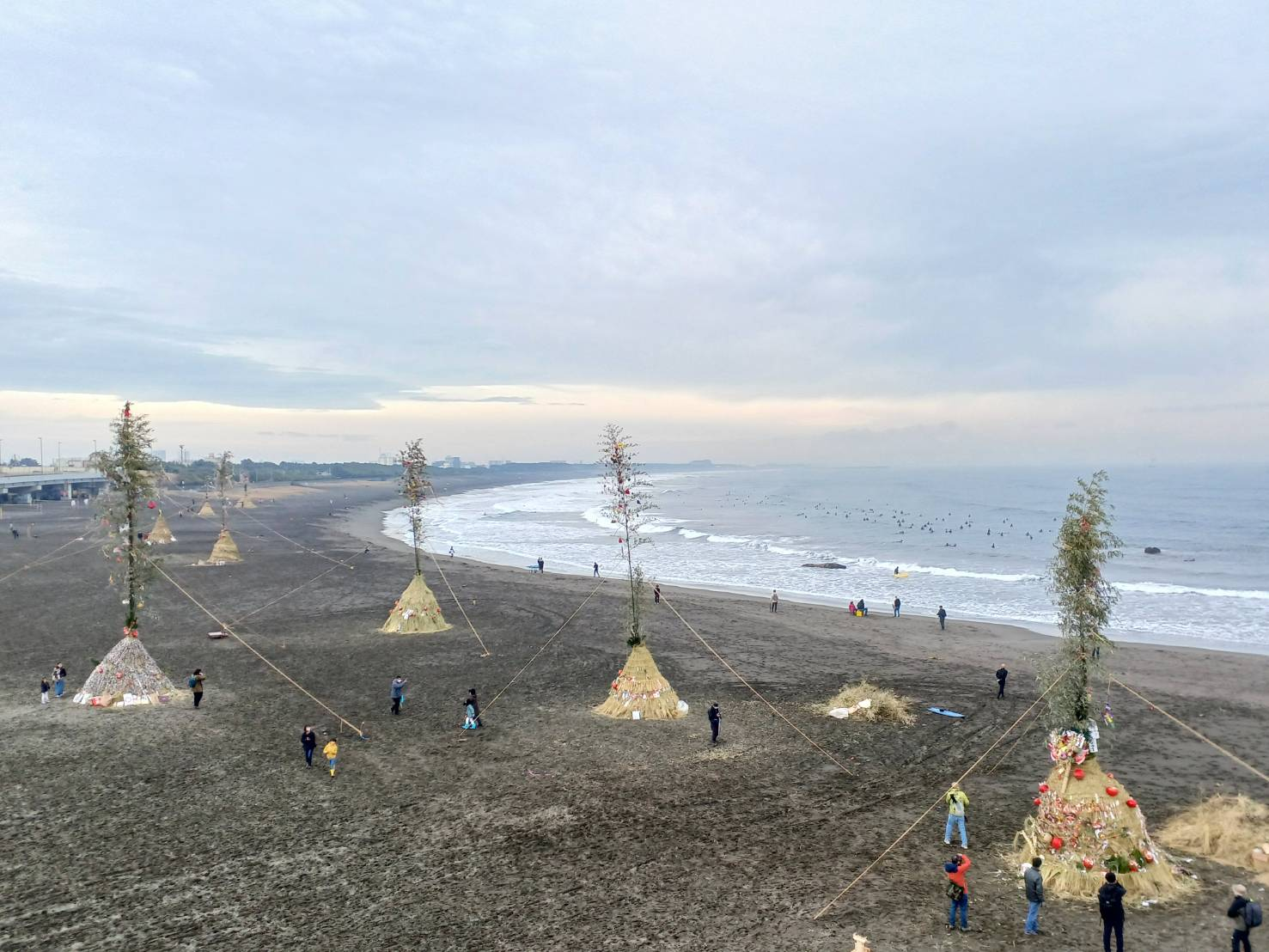
神奈川県大磯町の左義長の日の様子

神奈川県大磯町の左義長は国指定の重要無形民俗文化財で、セエノカミサン（道祖神）の火祭りとして、毎年1月14日近辺に大磯北浜海岸で行われている。松の内（1月7日）が過ぎると子どもたちは正月のお飾りを集めて歩き回り、青年たちはセエトの材料となる松や竹を調達する。 次いで、町内各所に大竹やおんべ竹を立て、町内境に道切りのシメを張るほか、セエノカミサンのお仮屋を作り子どもたちが籠る。祭り当日、町内各所のおんべ竹やお仮屋などが片付けられ、集められたお飾りや縁起物は浜辺に運ばれ、9つの大きな円錐型のサイトが作られる。日が暮れるとセエノカミサンの宮元や宮世話人が、その年の恵方に火をつける。この火で団子を焼いて食べると風邪をひかない、燃やした書き初めが高く舞い上がると腕が上がる、松の燃えさしを持ち帰って屋根に載せておくと火災除けのまじないになる、などともいわれている。
富山県下新川郡入善町上野邑町地区で毎年1月15日または、15日に近い日曜日に行われる「塞（さい）の神まつり」という左義長（火祭り）行事で、子供達が塞の神と呼ばれる男女一対の白木でできた木偶（でく）人形（デクノボー）を持ち「塞の神じゃ、大神じゃ、じいじもばあばも、ほこほこじゃ、来年むけや、十三じゃ…」と唄いながら地区内の家庭を回り、正月飾りや書初め、米、豆などを集め、火祭り会場では竹と藁で中を部屋状にして角錐に積み、集めてきた正月飾りや書初め、米、豆などを藁と共に中と周りに積み、最後に木偶人形（デクノボー）を中に安置し火を着ける。子供達が「塞の神じゃ、大神じゃ、…」と何度も繰り返し唄う中、木偶人形を完全に焼き尽くし灰になると終了となる。2010年（平成22年）3月には、「邑町のサイノカミ」として国の重要無形民俗文化財に指定された。
島根県大田市五十猛町大浦地区に伝承される「五十猛のグロ」は、左義長（どんど焼き）と同趣旨の小正月の行事で、2005年（平成17年）2月21日に国の重要無形民俗文化財に指定された。
滋賀県近江八幡市の左義長まつりは3月14・15日に近い土・日曜日に、担ぎ手の男性が信長の故事によって化粧し、「チョウヤレ、マッセマッセ」のかけ声高く実施される。この左義長は据え置く左義長ではなく、三角錐の松明に、ダシと言われるその年の干支にちなんだ飾り物（五穀や海産物等すべて自然物で飾り付ける）を付け、松明の頭に「十二月」と言われる赤い短冊をつけた5 - 6メートルの竹を差して練り歩く祭礼である。地区毎に左義長を持ち、町中で左義長同士が出会うと、ぶつけ合う喧嘩が始まる。最終日の夜には担ぎ棒を除いて全て燃やしてしまう。国選択無形民俗文化財に選択されている。
岐阜県海津市の今尾（秋葉）神社で2月の第二日曜日に行われる「今尾の左義長祭」も大規模であり、岐阜県重要無形民俗文化財に指定されている。多くの「どんど焼き」や「左義長」の火祭りは小正月（1月14日・15日）を中心に年神を送る火祭りとして、正月飾り等を一定の地に積み、それを焚きあげる方式をとっているが、今尾の左義長は13の町内ごとに作成した青竹の作り物（竹お神輿または左義長という）を化粧をした若衆が各町内より秋葉神社まで担いだり、引いたり（吊り込み）して奉納し、その竹神輿を焚きあげるという特色のある神事で全国唯一の方式で行っている。左義長の大きさは、大人用みこしで直径2メートル、高さ5メートル、重さ1.5トンぐらいあると云われている。1980年（昭和55年）に岐阜県の「重要無形民俗文化財」に指定された。

### その他の主な祭り

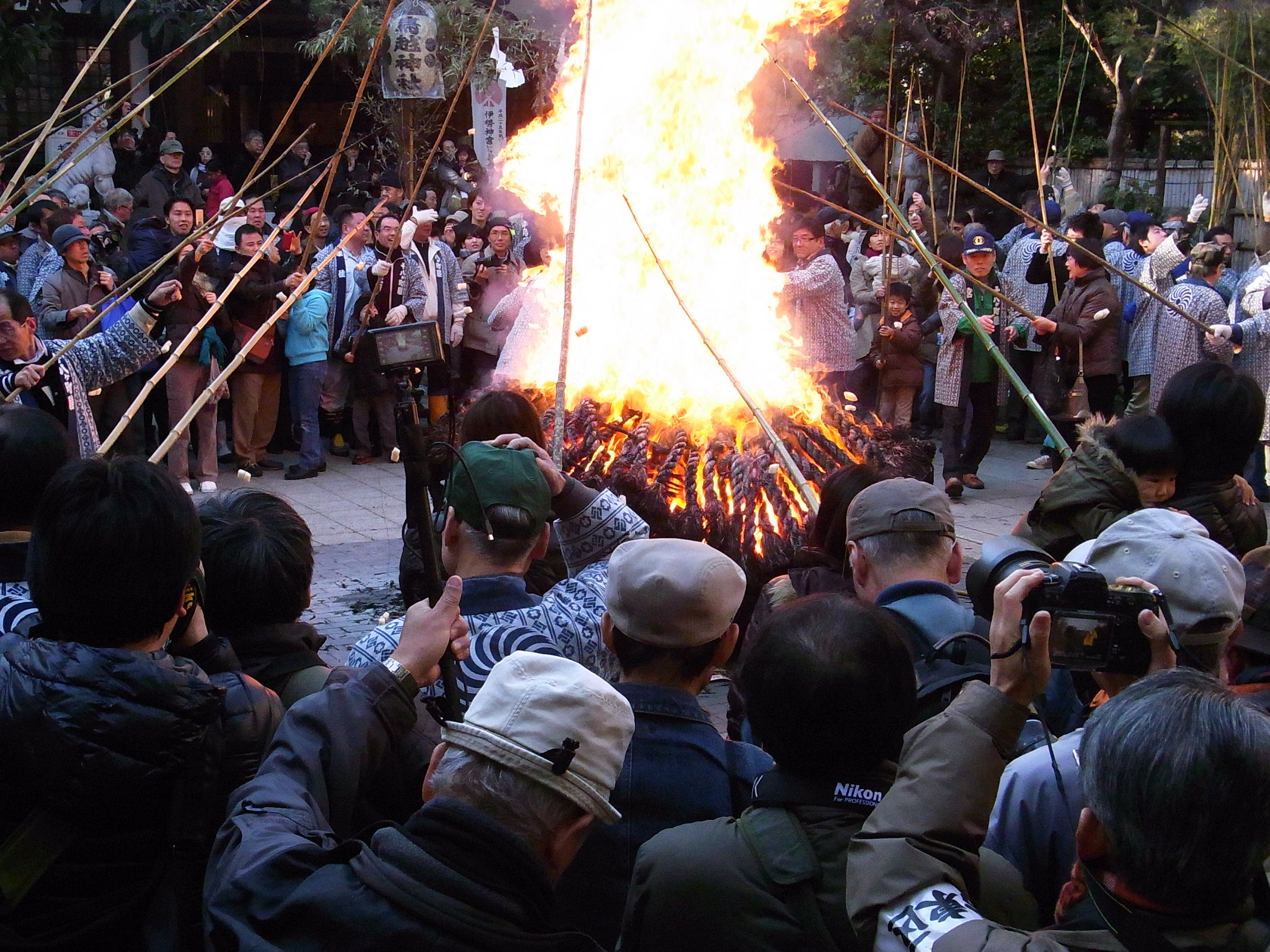
東京都台東区鳥越にある鳥越神社の「とんど焼」

どんと祭
宮城県およびその近辺。約10万人が訪れる大崎八幡宮松焚祭（仙台市指定無形民俗文化財）を起源とする。1月14日夜に正月飾りを焼き、その火にあたると病気をせず健康で暮らせるといわれる。石巻市周辺では新生活運動により1970年代に前倒しが定着し、1月7日に行われる。松川だるまを新たに買い換えて、古いそれをどんと祭で燃やす習慣があるが、松川だるまの流通量が減少したのでだるまを燃やす習慣を持たない参拝者も多い。神火で餅を焼くということはなく、子供の祭りともされない。また、特に書初めを焼くということもない。寺社のみならず町内会などでも実施されてきたが、場所の確保等の問題で年々少なくなりつつはある。大崎八幡宮を初め、一部のどんと祭では「裸参り」が行われる。
さいの神・才の神焼き・歳の神（塞の神）
福島県会津、新潟県新潟市、東京都多摩地域、神奈川県川崎市ほか。会津地方では「歳の神」と呼ばれる。
新潟県で行われる塞の神では炎であぶったスルメを食べるとその年は風邪をひかないという言い伝えがある。
福島県会津地方では1月15日に行われる。大沼郡三島町で行われる伝統行事は、「三島のサイノカミ」として国の重要無形民俗文化財に指定されている。
墨塗り
新潟県十日町市松之山。焼きを行った後の行事の名前から。稀な例。焼く対象を「賽の神」と呼ぶ。
おんづろこんづろ
富山県黒部市宇奈月町下立（おりたて）の下立神社で行われる。燃え上がる炎が鶴の飛び立つ姿に見え、それが「おおづる、こづる」に、それが訛って「おんづろこんづろ」になった。
三九郎（さんくろう）
長野県松本地方。同地方で道祖神の祭りを統括する神主「福間三九郎太夫」の名前にちなむといわれるが、他にも諸説ある。だるまは一番目立つ頂上付近に飾り付ける。旧来は1月15日に行われていたが、最近は学校の休みに合わせ、1月7日ごろ行われるところが多い。米の粉で作った団子「繭玉」を柳の枝に刺して焼いたものを食べ、無病息災の祈願をする。
かんがり、かんがりや
長野県南佐久郡川上村、南牧村。
隣接する南佐久郡小海町、南相木村および北相木村には、これと名称が類似する「かあがり」行事がある。
墨付けとんど（墨付け神事）
島根県松江市美保関町片江地区。1月7日（2010年（平成22年）以降は1月第2日曜日）に行われる。神輿を持ち「チョーヤサー」と言いながら練り歩き、最後は神輿を持って海へ入る。その前の年に結婚した人やテレビのアナウンサーも海に入る。そして参加者や見物人の顔に墨を塗る。稀な例。

## 日本国外の祭り

### ハワイ
日本人移民が多い海外のお寺や神社でも、ハワイのヒロ大神宮などで小正月の時期に門松や古いお札を消防法に触れない小規模に焚き上げて、1年間の無病息災を祈る風習がある。

### 韓国

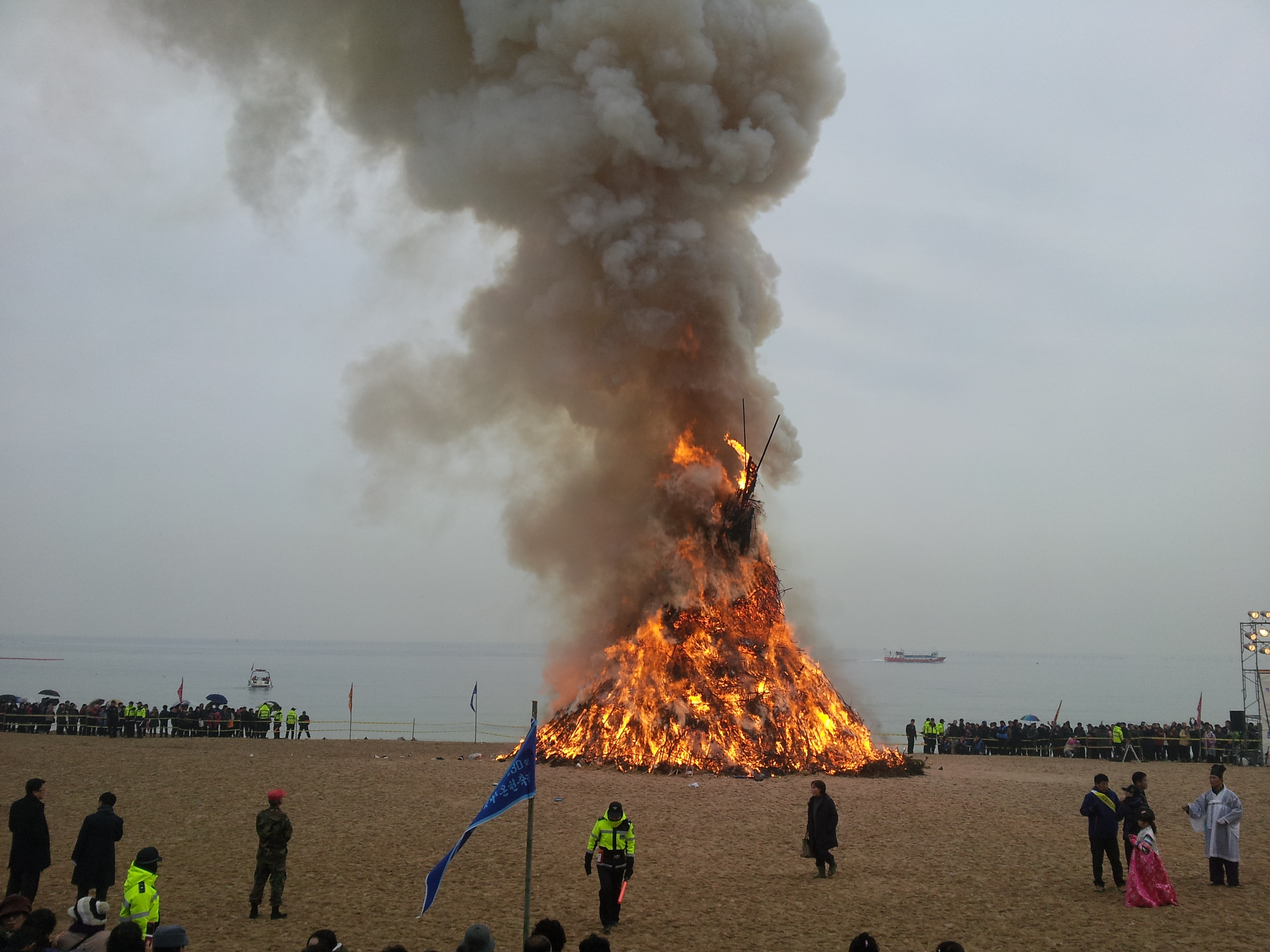
韓国・海雲台温泉で「月の家を燃やす」行事

中国では、旧暦1月15日満月に祝うのは「元宵節」だが、韓国の小正月「テボルム」にはどんど焼きに似た「タルチッテウギ」（「月の家を燃やす」行事、달집태우기）があり、都市部では火事の懸念から現在は一般に禁止されているが、ソウルでも市街地を離れると行われている。

## その他の呼ばれ方
（五十音順）
- あわんとり（千葉県南部・茨城県南部）
- お焚き上げ（神社で行事としてする場合）
- 鬼火、鬼火焚き（九州）[2][10]
- おねっこ（宮崎県、鹿児島県）[11][12]
- おねび、おねび焼き（九州の一部）[2]
- おねぶ焚き（九州の一部）[11]
- おんべ焼き（単におんべとも）
- 御柴灯（おさいとう）
- かあがり（長野県南佐久郡小海町、南佐久郡南相木村、北相木村）
- かんじょ（新潟県村上市岩船）
- さいと焼き（神奈川県横須賀市鴨居八幡、静岡県御殿場）
- さぎっちょ（富山県、石川県、福井県勝山市、岐阜県、高知県、福岡県八女市、京都府京都市左京区）
- 三九郎（長野県松本市、安曇野市、塩尻市）
- しんめいさん（広島県東広島市安芸津町）
- 道祖神祭り
- とうどうさん（愛媛県東予地方）
- とんど（奈良県、広島県、岡山県）
- とんど焼き（近畿とその周辺、東京都）
- とんど正月（兵庫県播磨地方）
- どんと
- どんどっぴ（千葉県印旛郡）
- どんどや（九州）
- どんど焼き（山梨県の一部地方、愛知県の一部地方、神奈川県の一部地方、群馬県、愛媛県南予地方、長野県の北信地方・南信地方）
- とんどさん（鳥取県、島根県）
- どんどん焼き（山梨県の一部地方）
- ほうげんぎょう、ほっけんぎょう、ほんげんぎょう（九州北部）[1][2]
- やははいろ（東北）

## 左義長の歌
富山県砺波地方で、童謡の「かごめかごめ」と類似した旋律で拍子木で調子をとり歌う。